# Challenger de Danderyd 2023
El torneo Good to Great Challenger 2023 fue un torneo de tenis perteneció al ATP Challenger Tour 2023 en la categoría Challenger 75. Se trató de la 1.ª edición, el torneo tuvo lugar en la ciudad de Danderyd (Estados Unidos), desde el 13 hasta el 19 de noviembre de 2023 sobre pista dura bajo techo.

## Jugadores participantes del cuadro de individuales
| Favorito | País                      | Jugador             | Rank1 | Posición en el torneo |
| -------- | ------------------------- | ------------------- | ----- | --------------------- |
| 1        | Bandera de Francia        | Hugo Gaston         | 83    | Primera ronda         |
| 2        | Bandera de Alemania       | Maximilian Marterer | 97    | CAMPEÓN               |
| 3        | Bandera de Italia         | Flavio Cobolli      | 100   | Semifinales           |
| 4        | Bandera de Bélgica        | David Goffin        | 104   | Cuartos de final      |
| 5        | Bandera de Serbia         | Hamad Medjedovic    | 107   | Segunda ronda         |
| 6        | Bandera de Estados Unidos | Maxime Cressy       | 125   | Cuartos de final      |
| 7        | Bandera de Moldavia       | Radu Albot          | 130   | Cuartos de final      |
| 8        | Bandera de Estados Unidos | Brandon Nakashima   | 139   | FINAL                 |

- 1 Se ha tomado en cuenta el ranking del 6 de noviembre de 2023.

### Otros participantes
Los siguientes jugadores recibieron una invitación (wild card), por lo tanto ingresan directamente al cuadro principal (WC):
- Leo Borg
- Max Dahlin
- Karl Friberg

Los siguientes jugadores ingresan al cuadro principal tras disputar el cuadro clasificatorio (Q):
- Alexander Blockx
- Mika Brunold
- Alibek Kachmazov
- Elmer Møller
- Marvin Möller
- Maximilian Neuchrist

## Campeones

### Individual Masculino
- Maximilian Marterer derrotó en la final a  Brandon Nakashima, 2–6, 6–4, 6–3

### Dobles Masculino
- Julian Cash /   Bart Stevens derrotaron en la final a  Jeevan Nedunchezhiyan /  Vijay Sundar Prashanth, 6–7(7), 6–4, [10–7]